# Friedrich Sertürner
Friedrich Wilhelm Adam Sertürner (Paderborn, 19 agosto 1783 – Hameln, 20 febbraio 1841) è stato un farmacista tedesco.
Isolò la morfina dall'oppio e scoprì così una nuova classe di farmaci, gli alcaloidi.

## Biografia

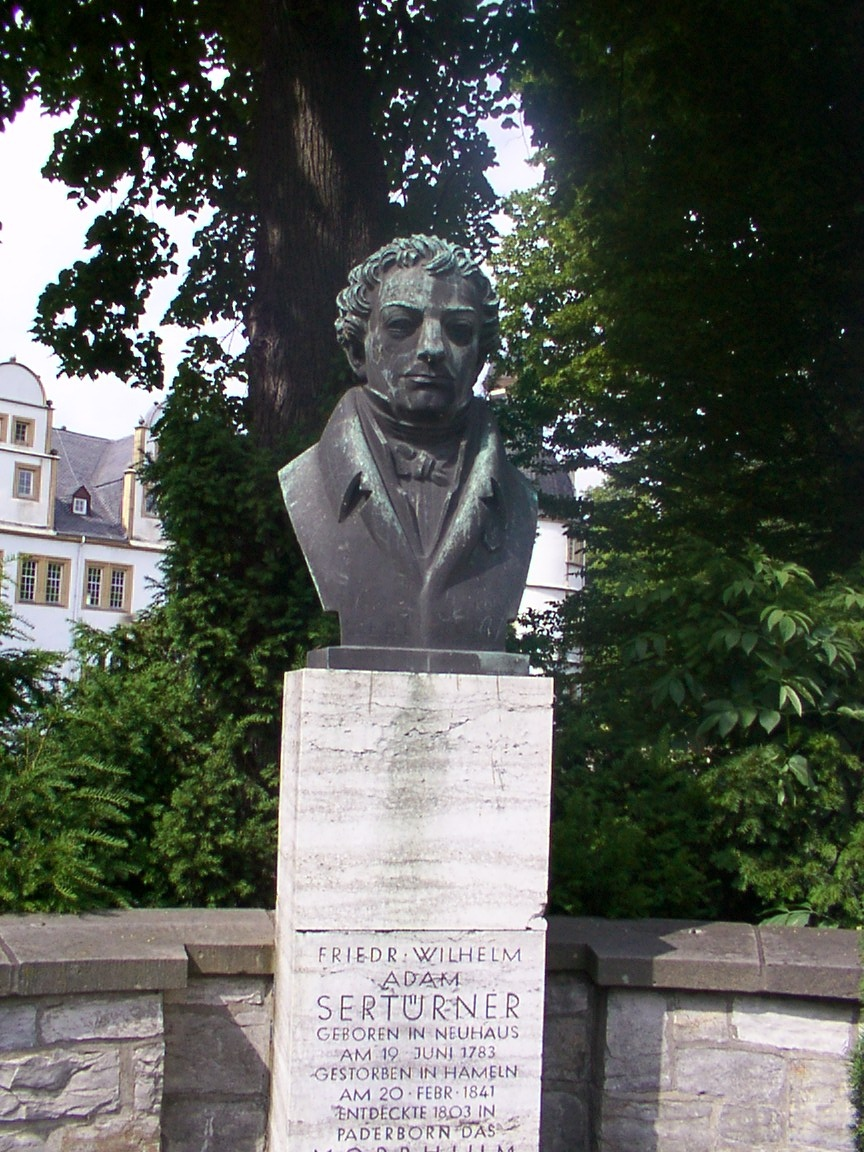
Busto di F. W. A. Sertürner al parco del castello in Schloss Neuhaus

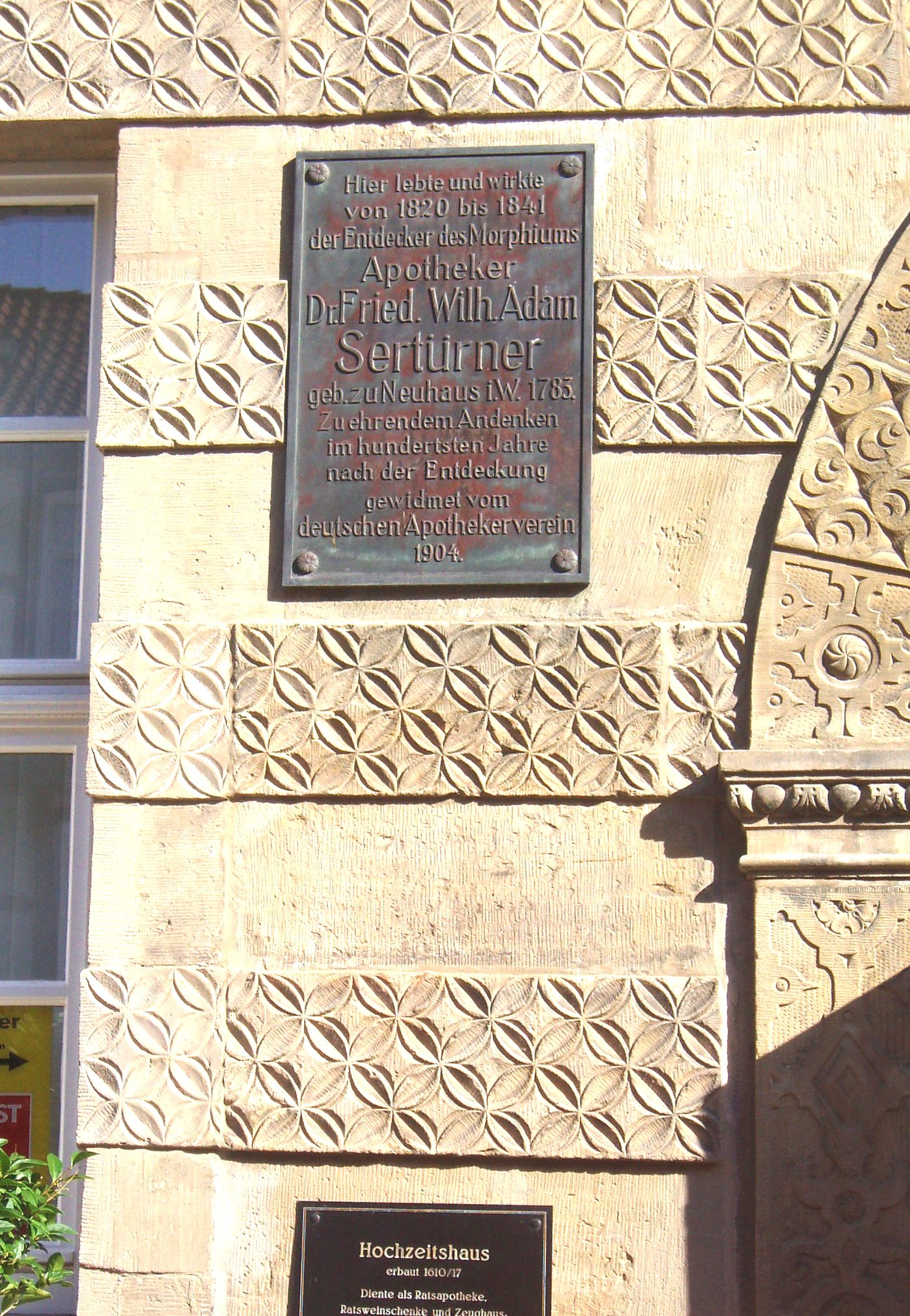
Targa a Sertürner sulla Hochzeitshaus a Hameln

Nato a Neuhaus vicino a Paderborn, fece un apprendistato come farmacista a Neubeck e lavorò poi come aiuto farmacista nella "Ratsapotheke" a Einbeck, dove iniziò alcuni esperimenti su se stesso con i farmaci, dedicando particolare interesse all'oppio. Farmacista e "scienziato privato" a Einbeck, nel 1822 comprò la "Ratsapotheke" di Hameln. Nel 1805 trovò nell'oppio un acido libero (acido meconico), riuscendo ad isolarlo e ad analizzarne le proprietà. Poco dopo scoprì la morfina (da Morfeo, dio greco del sonno), "il principio sonnifero" come si chiamava allora.
Nel 1817 pubblicò la sua celebre opera: Über das Morphium, eine neue salzfähige Grundlage und die Mekonsäure, als Hauptbestandteile des Opiums. La base delle sue analisi erano numerosi autoesperimenti (allora, lo strumento scientifico, come oggi, era la prova a doppio cieco). Egli notò accanto agli effetti positivi anche gli effetti collaterali pericolosi della morfina allo stato "impuro" (con acido meconico). Nel 1831 ricevette il Premio dell'Accademia Parigina per aver scoperto una nuova classe di farmaci: gli alcaloidi. Nel 1841 morì di un'infezione febbrile a Hameln, venendo sepolto nella cappella di San Bartolomeo a Einbeck.

## Famiglia
Nel 1821 sposò Eleonore von Rettberg, la figlia dell'Oberstleutnant Leopold Christoph von Rettberg, con la quale concepì quattro figlie e tre figli. La figlia Ida sposò nel 1852 Wilhelm Best (1799–1886)., figlio del generale Carl Conrad Best. Il figlio Carl Franz (1821–1904) divenne Obergerichtsrat di Hannover e Viktor (1834–1887) farmacista. Friedrich Sertürner fu dal 1807 massone della loggia Georg zu den drei Säulen.